# Ici et ailleurs
Ici et ailleurs és una pel·lícula francesa dirigida per Anne-Marie Miéville i Jean-Luc Godard, dirigida el 1974 amb imatges de 1970.

## Argument
Godard, Miéville i Gorin (també coneguts com a "Dziga Vertov Grup") examinen les vides paral·leles de dues famílies - una francesa, i una palestina, fent servir una combinació exploratòria de pel·lícula i vídeo.

## Comentari
Anne-Marie Miéville i Jean-Luc Godard reben el 1970 un encàrrec del Comitè Central de l'Organització per a l'Alliberament de Palestina (OLP) de fer una pel·lícula sobre el camp palestí d'Amman a Jordània. Després del «Setembre Negre», el projecte de pel·lícula signat pel grup Dziga Vertov i titulat "Fins a la victòria" es deixa de costat. Quatre anys més tard, reprenen aquestes imatges amb el títol "Ici et ailleurs" i, entre d'altres, noves traduccions de l'àrab parlat pels protagonistes filmats en aquell temps deixen veure una realitat manipulada a diversos nivells.